# 古城紀雄
古城 紀雄（ふるしろ のりお）は、日本の工学者、大阪大学名誉教授、工学博士（大阪大学）。専門は材料組織制御学、機能材料学で、大阪大学における留学生教育にも取り組み、大阪大学留学生センター長を務めた。

## 略歴
- 1967年 富山大学工学部金属工学科卒業。
- 1969年 大阪大学大学院工学研究科冶金学専攻修了、大阪大学助手。
- 1981年 工学博士号を取得した[1]。同年、南カリフォルニア大学上級博士研究員（～1982年）
- 1988年 大阪大学工学部講師。
- 1991年 大阪大学工学部助教授ならびに工学部留学生相談室副室長。
- 1994年 大阪大学工学部教授。
- 現在は、大阪大学名誉教授・免疫学フロンティア研究特任教授。

## 受賞歴
- 1987年 日本伸銅協会技術論文賞
- 1989年 軽金属学会論文賞
- 1991年 軽金属学会関西センター論文功績賞